# Autódromo Internacional de Santa Cruz do Sul
O Autódromo Internacional de Santa Cruz do Sul está localizado em Santa Cruz do Sul, na região central do Rio Grande do Sul, tendo sido fundado em 2005.
A pista tem extensão total de 3.531 metros, com 14 curvas de altíssima, média e baixa velocidades.
A principal característica do circuito é a seletividade. As curvas do Esse, a Ferradura e os esses de alta são consideradas pelos pilotos como sendo das mais desafiadoras e prazerosas do Brasil.[carece de fontes?]

## História
Inaugurada em 12 de junho de 2005, a pista já recebeu provas das principais categorias automobilísticas do Brasil, dentre elas a Stock Car e o Campeonato Brasileiro de Marcas e Pilotos.
A maior velocidade registrada em provas automobilísticas de circuito foi de 264 km/h no final da reta dos boxes - marca obtida pelo Audi TT da família Negrão, na corrida da Endurance de 2005.
Em provas de arrancada (dragsters) a maior velocidade já obtida foi de 363 km/h em distância de 402m.
Em provas do motociclismo, as velocidades mais altas se aproximam dos 300 km/h.
O recorde oficial da pista pertence ao Fórmula 3 Pedro Piquet, que, em 26/06/15, completou uma volta em 1'10"468 à velocidade média  superior a 180 km/h.
O Recorde anterior pertence ao Fórmula 3 de Felipe Guimarães, que, em 16/09/07, completou uma volta em 1'12"913, à velocidade média de 174,324 km/h.